# Rafael Mendes
Rafael Mendes Godoy (nascido em Rio Claro, São Paulo no dia 20 de junho de 1989) é um hexacampeão mundial de Jiu-jitsu brasileiro (BJJ) na faixa preta. Junto com seu irmão Guilherme Mendes, Rafael é faixa preta de terceiro grau sob a tutela de Ramon Lemos e cofundador da academia Art of Jiu Jitsu.

## Biografia
Rafael e seu irmão Guilherme iniciaram seu treinamento em jiu-jitsu por meio de um primo mais velho, Thiago Mendes, que era faixa roxa sob a orientação de Leonardo Santos. Após poucos meses de treino, Thiago reconheceu o grande potencial dos jovens e os levou para treinar com Ramon Lemos e Leonardo Santos.
Nesse período, os pais dos irmãos Mendes se separaram, deixando os dois sem uma figura paterna. Guilherme e Rafael relataram diversas vezes à mídia como seu treinador, Ramon Lemos, preencheu grande parte desse vazio, ensinando-lhes não apenas jiu-jitsu, mas também os valores morais que moldaram seu caráter.
Rafael conquistou o Campeonato Mundial da IBJJF nas faixas azul, roxa e marrom em anos consecutivos, alcançando a medalha de bronze em seu primeiro ano como faixa preta (2009) e vencendo seu primeiro ouro mundial como faixa preta em 2010.
Aos 17 anos, sem nunca ter competido sem quimono, Rafael foi inscrito por Ramon Lemos nas seletivas brasileiras do ADCC, considerada uma das seletivas mais difíceis do mundo para o maior torneio de luta agarrada. Rafael chegou à final das seletivas, perdendo uma luta acirrada contra Bruno Frazatto (que mais tarde se tornaria seu amigo e companheiro de equipe na Atos).
Ramon Lemos concedeu a Rafael sua faixa preta no final de 2008. Rafael venceu o Jiu-Jitsu World Pro de Abu Dhabi, uma das competições mais prestigiadas e desafiadoras do mundo, conquistando também uma medalha de ouro nas finais do ADCC e ficando em terceiro lugar no Mundial, competindo contra  Rubens Charles Maciel “Cobrinha” (considerado o melhor lutador de 2009 pela imprensa brasileira).

## Mendes vs. Cobrinha
O principal rival de Rafael Mendes ao longo de sua carreira foi o multicampeão mundial  Rubens Charles Maciel, conhecido como “Cobrinha”. Eles se enfrentaram em finais diversas vezes.
Luta #1 – Capital Challenge Jordânia, dezembro de 2008 – Cobrinha vence por 3x0 com uma passagem de guarda no final do tempo.
Luta #2 – Campeonato Pan-Americano, março de 2009 – Cobrinha vence pois Rafael foi desqualificado por travar a perna no joelho de Cobrinha.
Luta #3 – Abu Dhabi Pro World Cup (Abu Dhabi, EAU), maio de 2009 – Mendes vence por 4x2 em batalha intensa de raspagens.
Luta #4 – Campeonato Mundial 2009, junho de 2009 – Cobrinha vence por decisão dos juízes. 
Luta #5 – ADCC em Barcelona, Espanha, outubro de 2009 – Mendes vence por 7x4 na prorrogação dupla, com o placar empatado em 4x4, Rafael pega as costas de Cobrinha com ganchos nos momentos finais.
Luta #6 – Campeonato Brasileiro maio de 2010 – Mendes vence por 4x2 em batalha de guarda 50/50 de ambos, com tentativas de chaves de pé.
Luta #7 – Campeonato Mundial junho de 2010 – Mendes vence por 4x4, 5-3 em vantagens.
Luta #8 – ADCC Nottingham, Inglaterra, setembro de 2011 – Mendes vence por 0x-1 pois Cobrinha recebeu um ponto negativo por puxar guarda.
Luta #9 – Campeonato Pan-Americano, abril de 2012 – Mendes vence por finalização com armlock.
Luta #10 – Campeonato Mundial  junho de 2012 – Mendes vence por decisão do árbitro.
Luta #11 – Campeonato Pan-Americano, março de 2013 – Mendes vence por decisão do árbitro (2-2 em pontos).
Luta #12 – ADCC Pequim, China, outubro de 2013 – Cobrinha vence na prorrogação dupla por decisão do árbitro.
Luta #13 – Campeonato Mundial 2014, junho de 2014 – Mendes vence por pontos (10-8).
Luta #14 – Campeonato Mundial maio de 2015 – Mendes vence por pontos (6-0).

## Academia Art of Jiu-Jitsu
Após ministrar diversos seminários, os irmãos Mendes decidiram criar uma escola tradicional de jiu-jitsu com seus próprios alunos. Em julho de 2012, com o apoio de seu patrocinador de longa data e fundador da RVCA [en], Pat Tenore [en], Rafael e seu irmão Guilherme Mendes abriram a Art of Jiu Jitsu em Costa Mesa, Califórnia. Em 6 de outubro de 2020, o renomado programa infantil da Art of Jiu-Jitsu formou sua primeira faixa preta,  Jessa Khan, de dezoito anos.

## Ver Também
- Tainan Dalpra
- Gabi Pessanha
- Megaton Dias
- Vítor Ribeiro

## Links Externos
- Rafael Mendes BJJ (GI) career on MARanking | Martial Arts Ranking
- Grapplingweekly.com
- Abnation.com
- Mendesbros.com